# Good Morning!
Good Morning! è il secondo album da solista di Daevid Allen. Viene attribuito a Daevid Allen & Euterpe, il gruppo spagnolo che accompagna Allen in questo disco. Fu pubblicato dalla Virgin nel 1976, l'anno dopo che il chitarrista australiano aveva lasciato provvisoriamente i Gong.

## Il disco
Nel sito internet dei Gong, Good Morning! è considerato uno degli album classici tra quelli dell'intera Gong Family. È un misto di musica elettro-acustica con i suoni e le atmosfere di Deià, località balneare di Maiorca dove fu registrato. Rispetto alle sue composizioni precedenti, la musica di Allen in quest'album è più rilassata, in particolare nel Lato A, mentre nel Lato B si rifà maggiormente alle atmosfere tipiche dei Gong. In prevalenza acustico, non è stata usata la batteria mentre gli effetti cosmici dei Gong sono garantiti dalla chitarra glissando di Allen e dagli space whispers, i caratteristici sospiri spaziali di Gilli Smyth. Con Good Morning!, l'autore rivela un lato poetico e una complessità compositiva che non aveva espresso con i Gong.
Le sessioni di registrazione si tennero nella casa di Allen, chiamata Bananamoon Observatory, con un TEAC a quattro tracce e un Revox a due. Fu prodotto, registrato e missato da Allen, che curò gli arrangiamenti insieme agli Euterpe, gruppo di musicisti locali. I componenti dei Gong che presero parte alle registrazioni furono Gilli Smyth, compagna di Allen, e per la sola Wise Man in Your Heart il bassista Mike Howlett e il batterista Pierre Moerlen. Nell'edizione pubblicata nel 2007 su CD dalla Esoteric Recordings, l'album fu rimasterizzato e venne aggiunta come bonus track Euterpe Gratitude Piece, brano che Allen e gli Euterpe avevano suonato dal vivo nel 1976. La rimasterizzazione ha nettamente valorizzato l'album, eliminando imperfezioni dovute al rudimentale equipaggiamento delle registrazioni.

## Tracce
1. Children of the New World – 3:42 (Daevid Allen)
2. Good Morning – 5:17 (Daevid Allen)
3. Spirit – 4:47 (Daevid Allen)
4. Song of Satisfaction – 2:17 (Daevid Allen)
5. Have You Seen My Friend? – 3:37 (Daevid Allen)
6. French Garden – 3:23 (Daevid Allen)
7. Wise Man in Your Heart – 11:28 (Daevid Allen, Mike Howlett e Pierre Moerlen)
8. She Doesn't She – 2:39 (Daevid Allen)
9. Euterpe Gratitude Piece (Bonus track nell'edizione CD del 2007 della Esoteric Recordings) – 9:50 (Daevid Allen)

## Musicisti
- Daevid Allen: voce, chitarra glissando, chitarra solista
- Gilli Smyth: space whisper, licks
- Euterpe:
  - Pepe Milan: mandolino, charango, chitarre acustiche, glockenspiel
  - Ana Camps: voce
  - Tony Pascual: moog, archi, tastiere, chitarra
  - Toni Ares: contrabbasso
  - Toni Tree Fernandez: chitarre

### Ospiti
Solamente nel brano Wise Man in Your Heart
- Mike Howlett: basso
- Pierre Moerlen: percussioni